# Odontothera
Odontothera là một chi bướm đêm thuộc họ Geometridae.